# 函館市
41°46′N 140°44′E / 41.767°N 140.733°E
函館市（日语：／ Hakodate shi */?），舊稱箱館，是位於日本北海道南部渡島半島西南邊龜田半島上的沿海城市，也是道南的中心城市，東、南、西邊分別被太平洋、津輕海峽和函館灣包圍。函館是北海道人口第三多的城市，僅次於札幌市與旭川市，是道南區域的行政、經濟、文化中心，同時也是中核市之一。北海道政府的派出機關渡島綜合振興局辦公室所在地亦位於此。函館三面環海，自古以來就是優良的漁港，漁業和水產加工業一直是當地的主要產業之一。其中烏賊更是當地具代表性的特產。
函館港是天然良港，也是連接北海道和本州的交通節點。該港是日本最早和外國通商的港口之一，從幕府末期就開始有西方文化傳入。許多遺留至今的史跡帶動了觀光產業的發展，當地每年接待超過300萬人次的旅客。在品牌綜合研究所進行的調查中，函館市在城市吸引力排名調查中持續名列前茅，截至2019年六次位列日本全國第一。。但另一方面，函館市的人口減少問題十分嚴重。2014年，函館市被認定為過疎地區。
函館這一地名起源於在室町時代的1454年（享德3年），津輕豪族河野政通在時稱「宇須岸」（（us-kes）或（us-oro-kes），阿伊努語的意思為「灣岸之盡頭」）的漁村興建宅邸，因建築的外觀像箱子，故以「箱館」（和「函館」日語發音相同）作為地名。1869年，蝦夷地改名為北海道，箱館也改名為「函館」。也有認為是來自阿伊努語「hak-casi」（淺籬笆）的觀點。

## 歷史

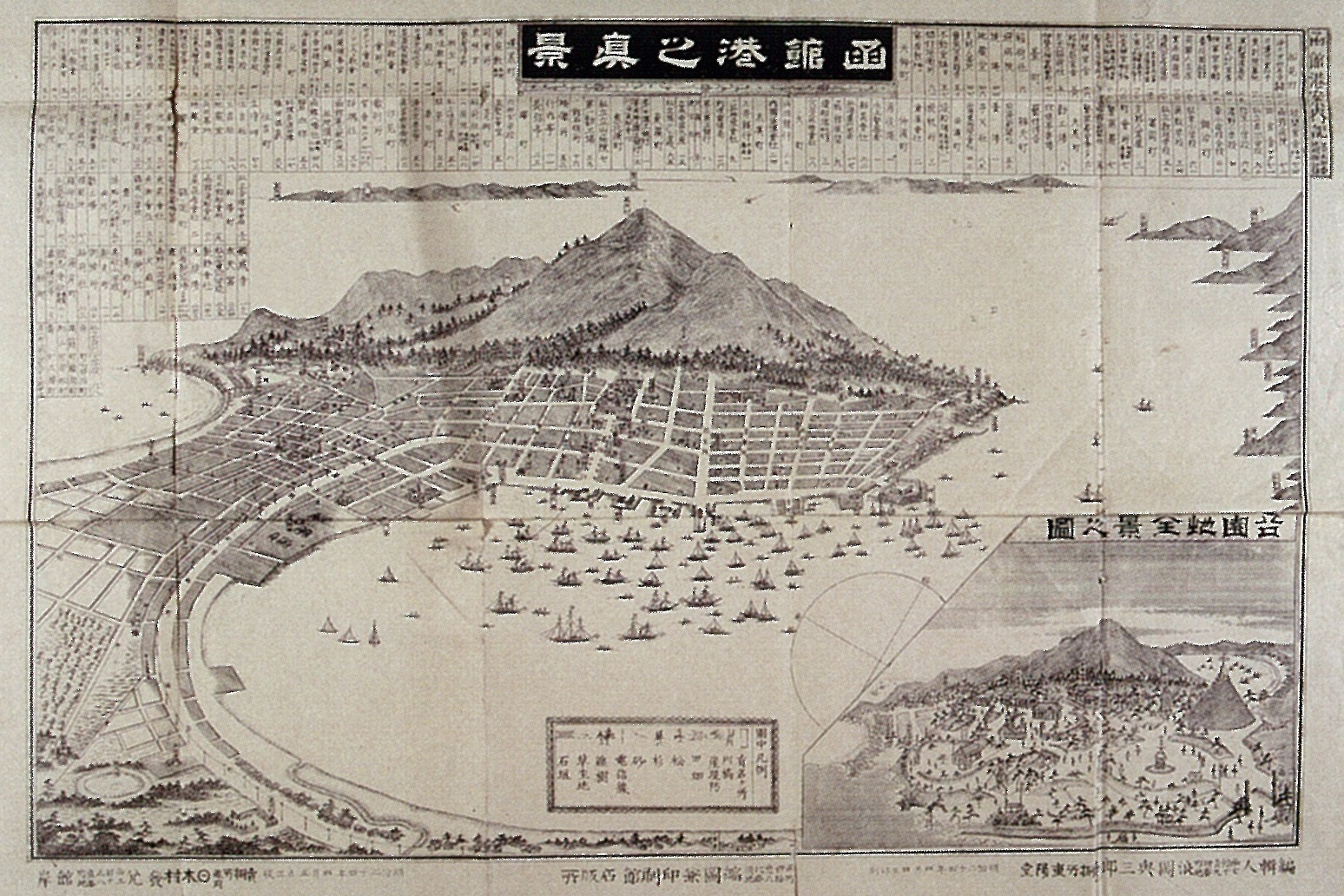
1891年時的函館港風景

在函館市內發現了大船遺跡等遺跡，顯示函館自繩文時代開始就有人類活動。自鎌倉時代後期開始，隨著畿內地區和津輕半島之間的貿易量增加，北海道的水產品貿易開始發展，津輕半島的人口也開始渡海在渡島半島定居。這一時期渡島半島南部的和人居住地被統稱為道南十二館，其中之一的宇須岸館就是後來的箱館:169。1457年，和人和阿伊努人之間爆發坷相曼夷之戰，箱館被阿伊努人佔領，和人因此遷移到龜田一帶。進入江戶時代之後，松前藩在龜田設立番所。然而在1703年（元祿16年），龜田川發生大洪水，之後河口被土砂堵塞，不適合用作港口。原本居住在當地的和人和港口機能因此移動到函館山山麓:55。函館在江戶時代和松前、江差並稱為「松前三港」，是一座天然良港和水產物集散地。
18至19世紀之交，隨著俄羅斯勢力的南下，江戶幕府將蝦夷地改為直轄地，並設立箱館奉行所，加強對道南地區的控制。黑船來航之後，幕府在1854年（安政元年）再次設立箱館奉行所。同年神奈川條約簽訂之後，箱館和下田對美國開港。並在1859年美日修好通商條約簽訂之後和橫濱、長崎一併開港。箱館在開港之後本來計劃修建類似出島的和市區隔離的外國人居留地，但最終外國人居住地和市區融為一體，造就了現在函館具有異國風情的景觀。幕府在函館修建了五稜郭和砲台等防禦設施，將函館作為北方統治的據點。
1868年10月，榎本武揚率領的舊幕府軍攻占五稜郭。翌年5月，新政府軍對舊幕府軍的據點箱館展開總攻並取得勝利，是為箱館戰爭。戰後幕府設立開拓使，並將蝦夷地改名為北海道，箱館改名為函館。明治時代的函館是北海道的玄關，城市迅速發展。1895年，政府在函館灣進行填海工程，港口和市區的規模都大幅擴大:55。然而隨著北海道廳的成立使札幌正式成為北海道的行政中心，札幌的外港小樽迅速發展為和函館並列的北海道兩大港口，函館的工礦業貿易地位也因此相對下降:170。20世紀初期，函館迎來了發展的轉機。1907年日俄漁業條約簽訂使得日本獲得在鄂霍茨克海和白令海等地的漁業權，北洋漁業因此迅速發展。因眾多漁船自函館出發捕魚，函館發展為漁業和水產貿易的中心:172。另一方面，1908年青函連絡船的開通使得函館的交通地位大幅上升，物資和人員往來量飛躍性增加。

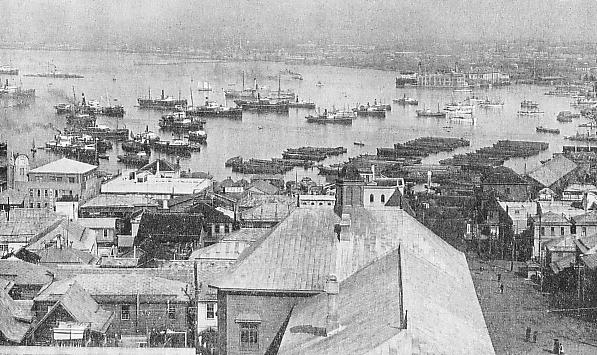
1930年時的函館港

函館在歷史上多次遭遇大火。1878年和1879年的大火之後，函館實施市區改正事業，擴寬道路寬度並使得市區街道呈現長方形格局。1907年和1921年的大火之後，函館市修築了眾多1層為和式、2層為洋式的和洋折衷建築，成為函館特有的景觀。1934年9月21日，函館發生函館大火，11,105棟建築被燒毀，2,166人遇難，市區約一半面積和超過10萬人受到影響。這場大火之後，函館市對城市規劃進行大幅變更，進一步擴寬道路寬度並興建公園作為防火對策:59。
1922年，函館正式設市。成立當時的函館市面積有19.05平方公里。1935年，函館舉辦第一屆港祭，象徵城市已從大火復興。同年函館市的漁獲量創下歷史最高紀錄:59。然而隨著第二次世界大戰開始，函館的水產貿易量大幅減少。在二戰結束之前，函館不僅市區遭到美軍空襲，青函連絡船的大部分船舶也遭到美軍空襲，使得函館和本州之間的交通一度近乎斷絕。戰後北洋漁業因政治情勢的變化而一度終止，函館經濟也因此受到負面影響。1952年後北洋漁業雖然有所恢復，但規模不及戰前，更在1977年蘇聯設立200海里專屬經濟區之後遭到嚴重打擊。
函館在1962年提出函館地方綜合開發計劃，試圖由水產貿易都市轉型為工業生產都市，並提出了大規模填海以興建工業園區的計劃。然而在1970年代第一次石油危機爆發之後，填海和函館市的工業化計劃終止。1977年，函館提出了函館圈綜合計劃。函館將宜居城市設為新的都市發展目標，並提出了觀光立市的方針。1988年，隨著青函隧道的開通，青函連絡船被廢除。函館鐵路交通地位的下降加上國鐵分割民營化的裁員導致函館的鐵路相關行業從業者減少。函館市人口在1985年至1990年之間減少了約1萬2千人:60。1990年代之後，函館市經濟持續向以服務業為主的結構轉型。2004年，函館市和附近的戶井町、惠山町、椴法華村、南茅部町合併，市轄區面積大幅增加。翌年函館市升格為中核市。2016年，隨著北海道新幹線的開業，函館和本州之間的鐵路交通大幅改善，函館市進入了新幹線時代。

## 地理

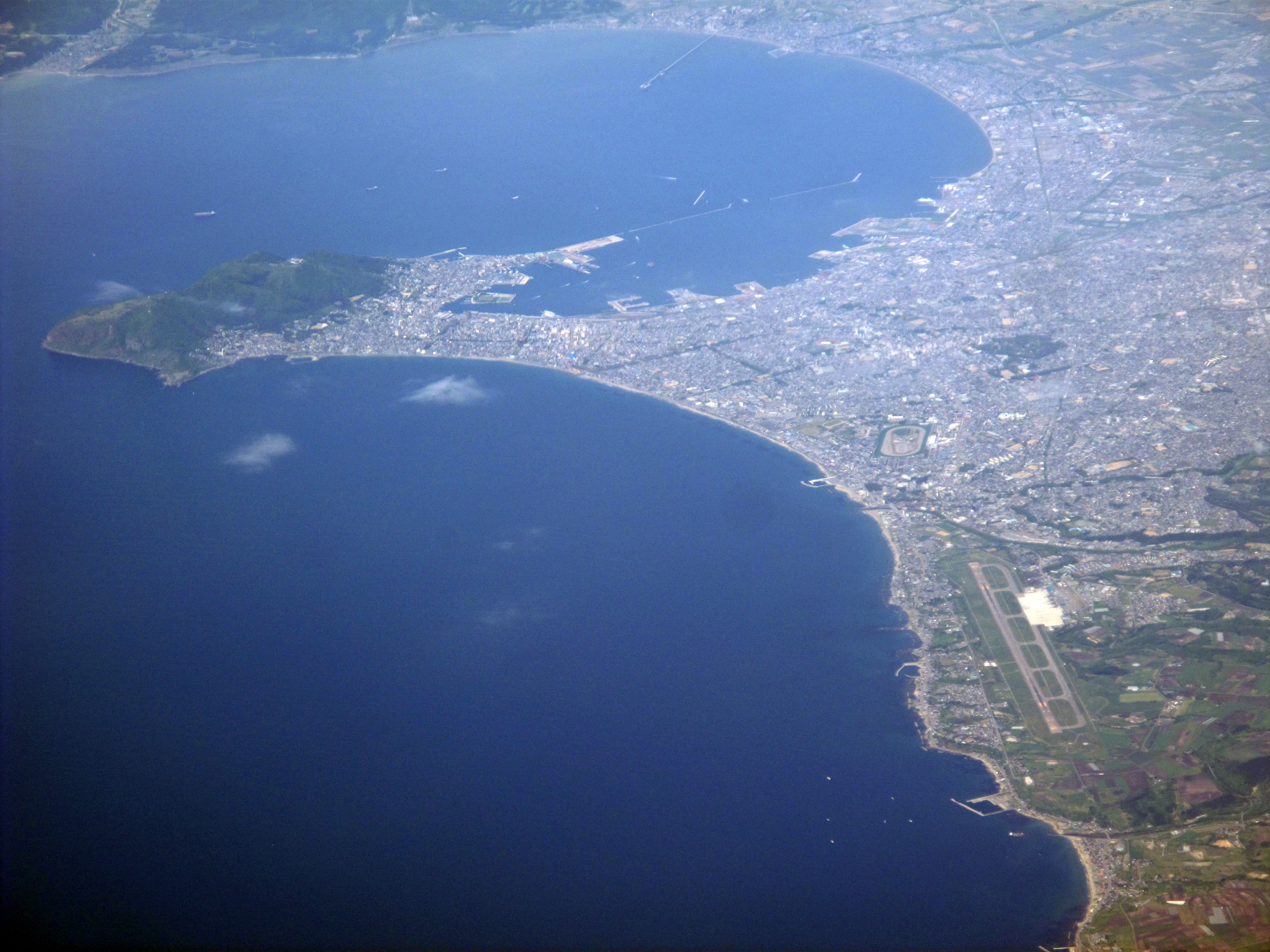
自空中俯瞰函館市區

函館市位於北海道西南部渡島半島南端，面積677.83平方公里。函館市的地形可以分為山地、段丘和平原三個部分。函館市轄區的東北部地區大多是山地地形，被稱為龜田山地，屬於火山山地。市轄區東部的惠山道立自然公園和市內最高峰袴腰岳亦位於這裡。函館市段丘地形發達，可分為海岸段丘和河岸段丘。段丘地形多分佈在山麓地區，市轄區西南部則地形較為平坦，被稱為函館平原。函館平原的東側是龜田山地，西側是上磯山地，呈三角形，大部分地區是海岸平原。函館市的中心市區就位於函館平原和函館山之間的連島沙洲上。函館山原本是由海底火山噴發而形成的島嶼，後因山上土砂外流堆積形成沙洲而和北海道本島連接，變成陸連島。龜田川水系是函館市內最主要的水系。為防止洪水和提供生活用水，函館市興建了笹流水庫、新中野水庫等水庫。
明治初期的函館市區主要位於函館山山麓和連島沙洲南側的地區。隨著城市的發展，函館市區規模亦逐漸向北擴大。多次的大火使得函館市的商業中心自明治中期開始有往東轉移的趨勢。特別是1934年函館大火之後，函館車站地區取代函館山山麓的十字街，成為函館的中心:59。戰後函館市的中心城區開始跨過龜田川，並在昭和中期之後進一步向北擴展。在這一時期，郊外低廉的地價使得函館市的郊外化傾向明顯，眾多人口搬遷至郊區，最終促使龜田市在1973年和函館市合併。兩市的合併更加速了函館市區的擴大和人口的郊外化。1973年函館、龜田兩市合併時龜田地區有人口69,050人，1991年時已增加到118,683人。函館自明治時代就開始通過在函館灣內填海來增加市區用地。現在函館灣內的綠之島就是通過填海而成。

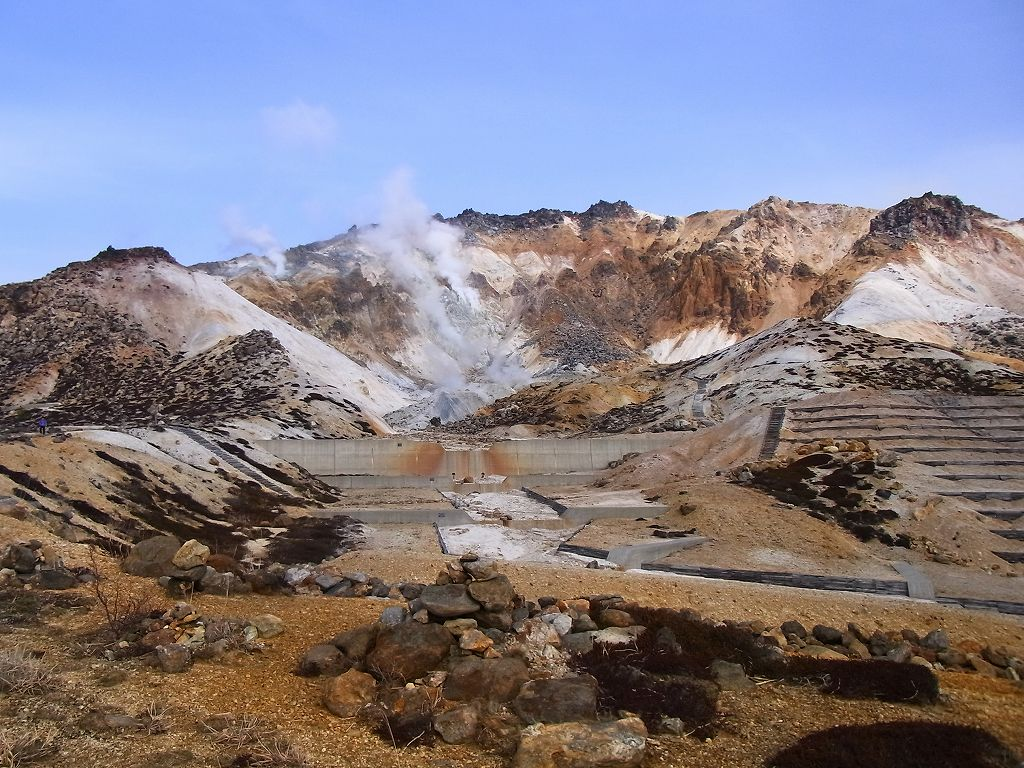
惠山

### 氣候
函館市三面環海，加上對馬海流的影響，呈現海洋性氣候的特徵。函館市在北海道內屬於降雪量較少的地區，氣候較為溫和。按照柯本氣候分類法，屬於副热带湿润气候(Cfa)，但與溫帶海洋性氣候(Cfb)及溫帶大陸性氣候(Dfb)接近。春季的函館在3月時受到日本海上空低氣壓影響，時有暴風雨天氣。4月和5月時，函館受到大陸移動性高氣壓帶來的乾燥空氣和日本海低氣壓交替控制。6月時函館受到高氣壓停滯在鄂霍茨克海上空的影響，多為低溫多濕的天氣。本州地區梅雨結束之後，函館受到北上的梅雨前線的影響，多豪雨天氣。7月至8月則是函館的夏季。9月是函館最易受到颱風影響的時期，天氣呈現週期性變化的特徵。10月之後函館天氣涼爽，10月中旬時已有初霜。11月至12月時函館有較多雪天，但積雪量較少。由於北海道駒岳至大千軒岳山系的遮擋，函館市的降雪量相對較少。1月至2月是函館最為寒冷，積雪最多的季節。但有記錄以來函館地方氣象台的氣溫從未低於過-20°C.
| 函館（1981年－2010年） | 函館（1981年－2010年） | 函館（1981年－2010年） | 函館（1981年－2010年） | 函館（1981年－2010年） | 函館（1981年－2010年） | 函館（1981年－2010年） | 函館（1981年－2010年） | 函館（1981年－2010年） | 函館（1981年－2010年） | 函館（1981年－2010年） | 函館（1981年－2010年） | 函館（1981年－2010年） | 函館（1981年－2010年） |
| 月份                   | 1月                    | 2月                    | 3月                    | 4月                    | 5月                    | 6月                    | 7月                    | 8月                    | 9月                    | 10月                   | 11月                   | 12月                   | 全年                   |
| ---------------------- | ---------------------- | ---------------------- | ---------------------- | ---------------------- | ---------------------- | ---------------------- | ---------------------- | ---------------------- | ---------------------- | ---------------------- | ---------------------- | ---------------------- | ---------------------- |
| 历史最高温 °C（°F）    | 12.5 (54.5)            | 13.6 (56.5)            | 16.9 (62.4)            | 21.6 (70.9)            | 27.1 (80.8)            | 29.1 (84.4)            | 32.6 (90.7)            | 33.6 (92.5)            | 31.9 (89.4)            | 26.6 (79.9)            | 20.7 (69.3)            | 16.3 (61.3)            | 33.6 (92.5)            |
| 平均高温 °C（°F）      | 0.7 (33.3)             | 1.5 (34.7)             | 5.3 (41.5)             | 11.8 (53.2)            | 16.5 (61.7)            | 19.9 (67.8)            | 23.4 (74.1)            | 25.8 (78.4)            | 22.7 (72.9)            | 16.8 (62.2)            | 9.7 (49.5)             | 3.3 (37.9)             | 13.1 (55.6)            |
| 平均低温 °C（°F）      | −6.2 (20.8)            | −5.9 (21.4)            | −2.6 (27.3)            | 2.6 (36.7)             | 7.5 (45.5)             | 12.1 (53.8)            | 16.6 (61.9)            | 18.7 (65.7)            | 14.1 (57.4)            | 7.4 (45.3)             | 1.4 (34.5)             | −3.5 (25.7)            | 5.2 (41.4)             |
| 历史最低温 °C（°F）    | −19.0 (−2.2)           | −19.4 (−2.9)           | −18.9 (−2.0)           | −8.0 (17.6)            | −1.7 (28.9)            | 2.4 (36.3)             | 6.8 (44.2)             | 9.0 (48.2)             | 1.9 (35.4)             | −2.7 (27.1)            | −9.7 (14.5)            | −16.7 (1.9)            | −19.4 (−2.9)           |
| 平均降水量 mm（）      | 77.2 (3.04)            | 59.3 (2.33)            | 59.3 (2.33)            | 70.1 (2.76)            | 83.6 (3.29)            | 72.9 (2.87)            | 130.3 (5.13)           | 153.8 (6.06)           | 152.5 (6.00)           | 100.0 (3.94)           | 108.2 (4.26)           | 84.7 (3.33)            | 1,151.7 (45.34)        |
| 平均降雪量 cm（）      | 118 (46)               | 90 (35)                | 53 (21)                | 4 (1.6)                | 0 (0)                  | 0 (0)                  | 0 (0)                  | 0 (0)                  | 0 (0)                  | 0 (0)                  | 27 (11)                | 86 (34)                | 381 (150)              |
| 来源1：氣象廳          |                        |                        |                        |                        |                        |                        |                        |                        |                        |                        |                        |                        |                        |
| 来源2：氣象廳          |                        |                        |                        |                        |                        |                        |                        |                        |                        |                        |                        |                        |                        |

## 人口
1869年時，函館有人口19,223人，戶数4,384戶。此後函館人口快速增加。1881年時，北海道全道人口約有24萬人，其中函館就有約36,000人，佔全道人口的約15％。進入二十世紀之後，函館的人口增加一度減速。1910年時，函館有人口88,888人:58。大正時期之後，函館的人口增長再次開始加速。1920年日本第一次人口普查時，函館市有人口145,843人，不僅是北海道人口最多的城市，也是日本人口第九多的城市。1922年函館設市時，有戶數33,306戶、人口146,855人。直到1930年人口普查為止，函館不僅是北海道人口最多城市，人口數也超過仙台市，是東京以北人口最多的城市:174。然而1934年的函館大火使得函館的人口一度減少超過3萬人。其後函館人口雖開始回升，但二戰爆發之後再次開始減少，1944年更跌破20萬人。二戰結束時，函館只有人口181,531人。此後隨著軍人復員和人口的流入，函館人口在1947年恢復戰前規模。1980年，函館市人口在達到345,165人的峰值之後開始減少。2017年3月31日時，函館市有人口263,706人。函館市在1980年代時就已經是人口外流地區，且由於人口老齡化和少子化的進展，自1995年開始，函館的人口自然增長率也是負數。2015年，函館的總和生育率只有1.25，低於北海道和日本平均水準。函館市已將人口問題作為市政的最重要課題，試圖通過促進經濟成長和鼓勵生育以降低人口減少速度。

## 政治
在日本眾議院選舉中，函館市和北斗市以及渡島綜合振興局各町村、檜山振興局各町村屬於北海道第8區。這個選區是民主黨較強的選舉區。自小選舉區制實施以來，除了2012年眾議院選舉之外，前民主黨籍、現立憲民主黨人士逢坂誠二皆在該選區成功當選。
函館市現任市長是工藤壽樹，他在2011年首次當選，並在2015年和2019年成功連任。在首次競選過程中，他承諾當選後市長工資減半。2023，藝人大泉洋之兄大泉潤當選函館市長。
函館市議會共有27名議員，市政俱樂部是議會內最大會派。在北海道議會中，函館市則共有5名議員。
2015年度，函館市收入1403億日元，支出1375億日元，結餘28億日元。自2013年以來，函館市已連續三年實現財政結餘。但函館市的財政力指數只有0.457，財政狀況仍十分嚴峻。由於函館是道南的中心都市，因此函館的政府機構較普通的非縣廳所在地城市更多，不僅設有海關等中央政府的機構，北海道政府的渡島合同廳舍也位於函館市。

## 經濟

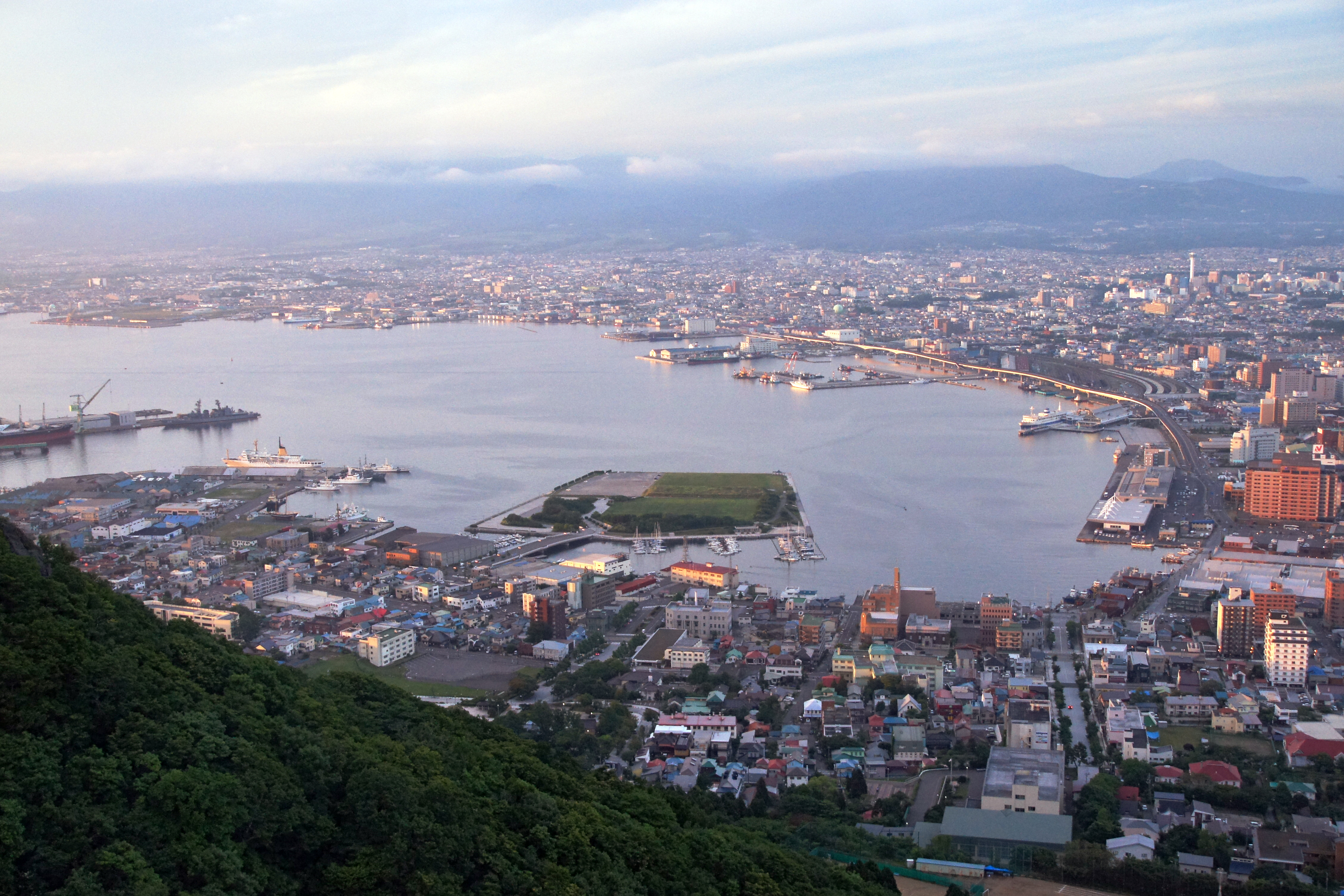
自函館山望函館港

2013年度，函館市內生產總值有8541.5515億日元，人均市民所得233.5萬日元。

### 第一產業
2015年，函館市總農家數有369戶，農地面積1415公頃。函館市因地形多山，耕地面積率遠低於北海道的平均水準。函館市農業呈現都市近郊型農業的特徵。函館市農業生產總額達23.7億，其中蔬菜佔據過半份額。自明治後期至二戰期間，水產行業是函館經濟的最重要產業。戰後因北洋漁業曾一度中止和專屬經濟區的設定，水產業在函館經濟中的地位大幅下降。現在函館市的漁業以近海漁業和沿岸漁業為主。2015年，函館市水產物漁獲量達3.97萬噸，就金額來看以海帶比例最高，其次則是魷魚類。函館市中心地區主要的水產物是魷魚類，平成大合併中合併的三町一村的主要水產物則是海帶。函館市也因此被稱為「魷魚和海帶之城」。

### 第二產業
第二產業佔函館經濟總量的12.9%，低於北海道的平均值。2014年，函館市工業品生產總額超過1733億日元，其中食品製造業佔過半比重，其次是輸送機械和電子零件。函館發達的漁業使得水產加工業在函館工業中有重要地位，水產加工業主要分佈在漁港附近的入舟、辯天地區和工業區的港、昭和地區:178。2003年，日本政府制定「函館國際水產海洋都市構想」，將函館定為海洋開拓科學技術研究特區，加強產學官合作。函館市也在水產業科研方面取得一定成果。1984年，函館被定為技術城，並在1986年設立了北海道立工業技術中心，在1988年設立了函館臨空工業園，顯示當地政府對科技產業的發展極為重視。

### 第三產業

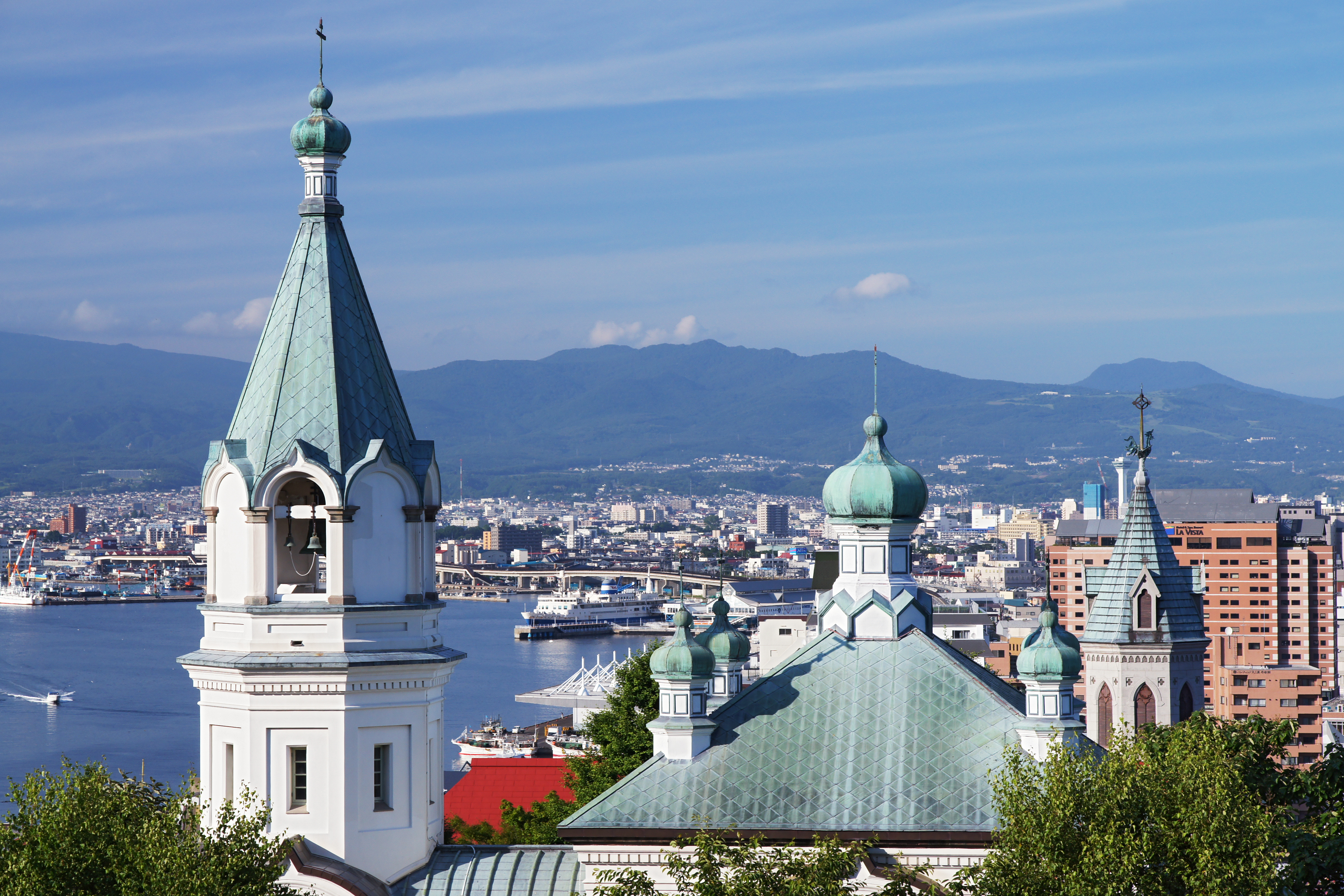
元町是函館主要觀光地區之一

第三產業在函館市經濟總量中佔比最大。瑞穗銀行是日本三大巨型銀行中唯一在函館設有分行的銀行，此外北海道銀行、北陸銀行、北洋銀行、青森銀行、陸奧銀行等地方銀行也在函館開設有分行。2014年，函館市的批發銷售總額達4081億日元，零售銷售總額達2866億日元。函館市內有丸井今井和棒二森屋兩家百貨商店，其中棒二森屋是發祥於函館當地的零售企業。函館市和日本眾多地方都市相同，面臨汽車普及後民眾在郊外的大型購物中心購物，市中心商業區空洞化的問題。旅遊業在函館市服務業中有重要地位。2015年度，在函館市觀光的遊客有約495萬人，其中有約319萬人在函館住宿。

## 文化教育
函館市的方言屬於北海道方言中的海岸部方言。具代表性的北海道方言詞彙（意為「很」）在函館較少使用。具代表性的函館方言詞彙包括（意為「稍微」）、（意為「很」）等詞。函館出身和曾在函館生活過的作家有詩人石川啄木、直木賞得主久生十蘭、芥川賞得主辻仁成等人。石川啄木雖然只在函館生活過132天，卻留下了60首有關函館的短歌，僅次於他的故鄉澀民，遠超他生活過的其他北海道城市。函館也是蟹工船、點與線、寅次郎的故事15 鸳鸯伞等電影的拍攝地。2003年，函館成立函館電影委員會，支援企業在函館拍攝電影。
作為北海道歷史最悠久的城市之一，函館市各類文化財產豐富，擁有北海道第一個日本國寶中空土偶，以及舊函館區公會堂、函館正教會等重要文化財。
函館市豐富的水產資源使得海鮮蓋飯、活魷魚蓋飯等大量使用海鮮的菜餚成為函館飲食的代表。函館是日本拉麵文化的發祥地之一。函館拉麵是北海道三大拉麵之一，味道屬於鹽拉麵。幸運小丑是函館當地著名的漢堡店，使用當地特有食材製作漢堡包，被評為日本第一的當地漢堡。因西洋文化傳入較早，函館也是日本甜點文化較為發達的城市。
函館市內主要的文化設施有市立函館博物館、北海道立函館美術館、函館市文學館、函館市中央圖書館等。函館主要的媒體有NHK函館放送局和函館新聞。日本各全國報紙、北海道新聞及北海道各大電視台也在函館駐有記者。函館市內主要的體育設施則有北海道兩處中央競馬場地之一的函館賽馬場、設有棒球場和網球場等設施的千代台公園等。函館市在每年夏季舉辦函館馬拉松。
函館市內現在有公立函館未來大學一座公立大學和函館大學一座私立大學。公立函館未來大學設立於2000年，是一座信息技術系單科大學，也是道南地區唯一的公立大學。函館大學設立於1965年，只有商學院一個學院，現在共有學生316人。

## 交通

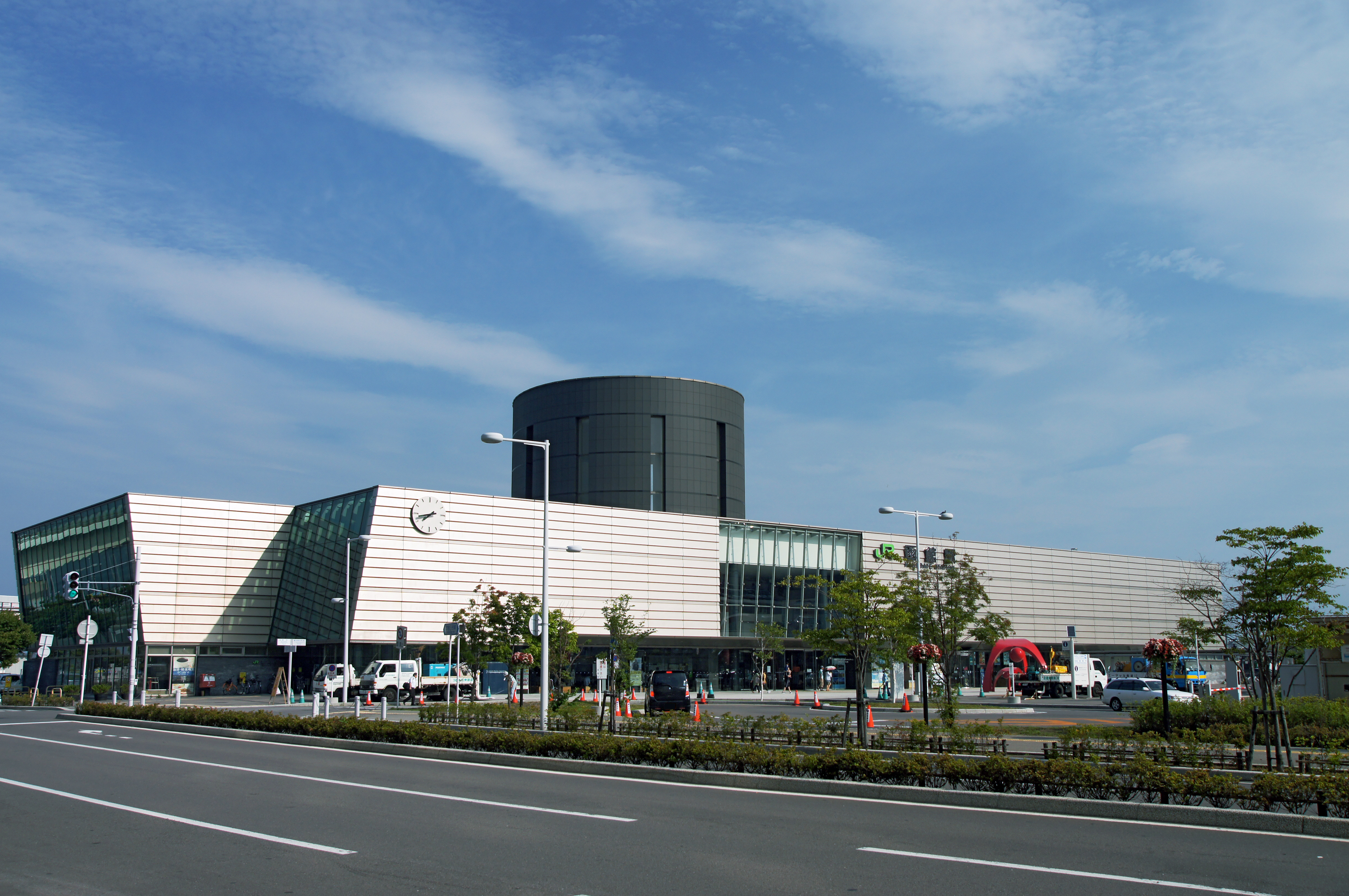
函館車站

北海道旅客鐵道的函館本線連接函館和札幌兩地，在函館市內有三個車站，是道南地區的鐵路大動脈。函館車站是函館鐵路交通的中心，現在的函館車站修建於2003年，是第五代車站。2015年度，函館車站日均乘客數有3115人。函館車站和札幌車站之間運行有北斗號和超級北斗號特急列車。在北海道新幹線開通之後，江差線改由第三部門企業道南漁火鐵道經營。道南漁火鐵道線有部分線路位於函館市境內。函館市內的有軌電車開業於1913年，由函館市企業局交通部經營。現在函館市電共有兩條系統。北海道新幹線的新函館北斗車站雖然位於北斗市，但函館市亦是該車站主要服務地區，函館車站和新函館北斗車站之間有在來線直通列車運行。函館山纜車連接函館山的山麓和山頂，是前往函館山山頂的主要交通手段之一。函館市內的巴士在2003年之前由函館市交通局運營，現在則由函館巴士運營。
函館市內有函館江差自動車道一條高速公路。函館江差自動車道全長約70公里，現在已開通18公里。函館市轄區內還有函館新外環状道路和函館新道兩條高規格道路。自函館出發，有前往札幌等地的高速巴士運行。函館機場開業於1961年，是北海道第二個機場。在經過三次延長工程之後，現在函館機場跑道全長達3000米。現在函館機場運行有前往羽田、成田、 伊丹、中部、新千歲、奥尻、丘珠機場的國內線航班，以及前往桃園、天津、 西安、杭州、仁川的國際線航班。2015年，函館機場乘客數達177萬人。函館港是北海道第一個近代港灣。現在函館港運行有定期國際貨櫃航線，是道南地區的據點港口，並兼具觀光港功能。2015年，函館港入港船舶超過13000艘，處理貨物超過3340萬噸。雖然青函連絡船已經停航，但函館港和青森港、大間港之間仍有渡輪運行。

## 觀光

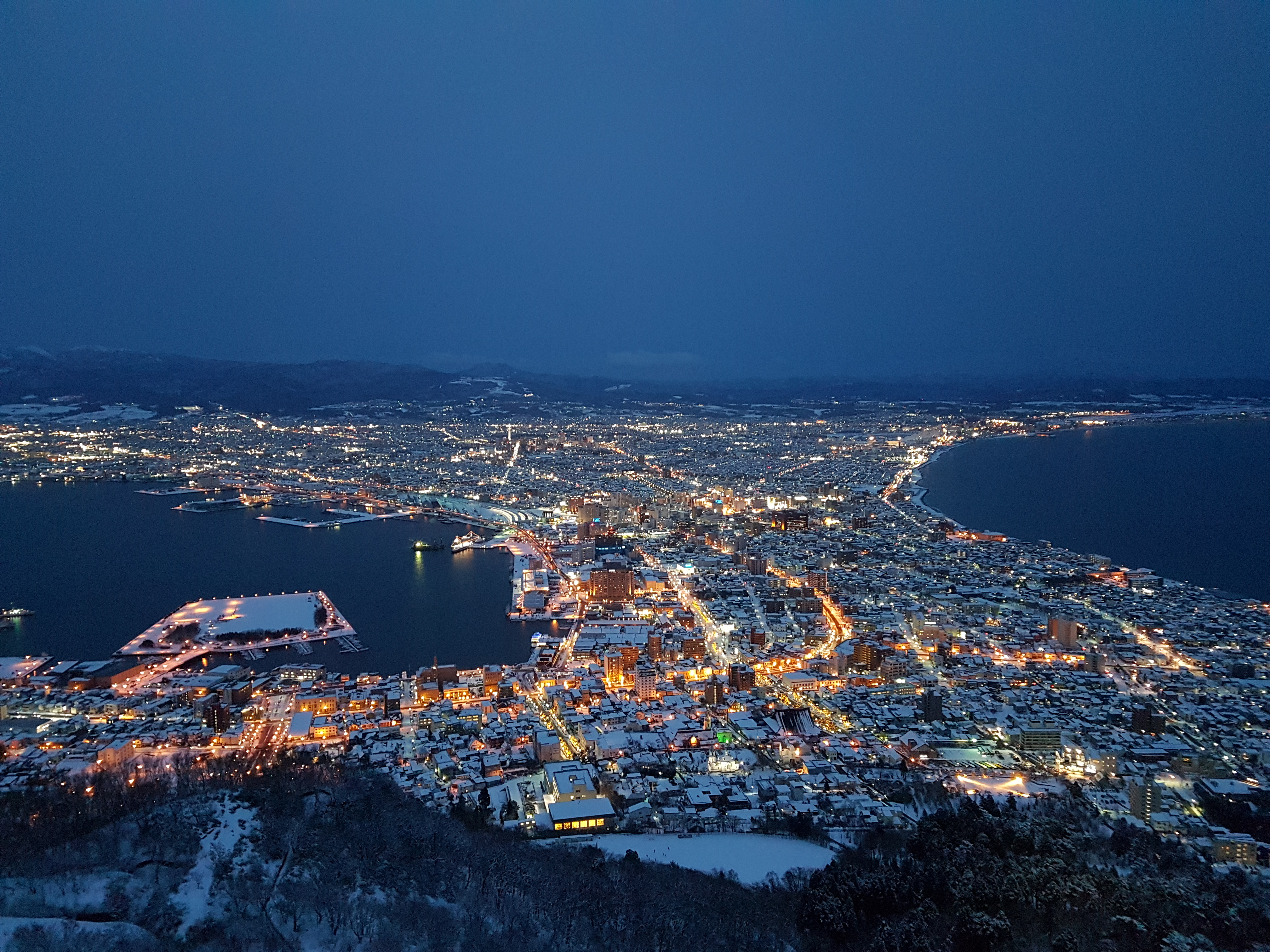
函館夜景是世界三大著名夜景之一

函館有著極為豐富的觀光資源。自函館山看到的夜景被評為世界三大夜景。函館融合了東西風格的都市景觀亦獨具特色。函館西部地區景觀被列入重要傳統的建造物群保存地區。函館具代表性的西洋式建築有元町天主堂、函館正教會、函館市舊英國領事館、舊函館區公會館等建築。函館市內有多達五處公園被選入日本歷史公園100選，包括見晴公園、五稜郭公園、函館山緑地、元町公園和函館公園。函館港一帶同樣景點眾多。昔日青函連絡船摩周丸現在是博物館。金森紅磚倉庫曾是函館港的倉庫群，現在則改建為餐廳、商店、音樂廳等旅遊景點。函館的海鮮美食使得函館朝市吸引眾多老饕，每日有約4000至5000人來訪。五稜郭則是日本最大的西洋式城郭建築，被選入日本100名城。函館市內還有多處溫泉度假地，其中緊鄰函館機場的湯之川溫泉的歷史可追溯至1653年，被選入名湯百選。

## 姊妹都市及友好都市
函館市和以下外國城市有姊妹都市或友好交流都市關係：
| 國家           | 城市                         | 締結日期       |
| -------------- | ---------------------------- | -------------- |
| 加拿大         | 哈利法克斯（新斯科舍省）     | 1982年11月25日 |
| 俄羅斯         | 符拉迪沃斯托克（濱海邊疆區） | 1992年7月28日  |
|                | 麥覺理湖市（新南威爾斯州）   | 1992年7月31日  |
| 俄羅斯         | 南薩哈林斯克（俄羅斯）       | 1997年9月27日  |
| 中华人民共和国 | 天津市                       | 2001年10月18日 |
|                | 高陽市（京畿道）             | 2011年8月1日   |

函館市還和青森市在青函隧道通車1週年之際的1989年3月13日簽訂雙子都市協定。

## 外部連結
行政
- 函館市 （页面存档备份，存于）
- 函館市広報広聴課的X（前Twitter）

産業
- 函館商工会議所 （页面存档备份，存于）
- 函館市産業支援センター （页面存档备份，存于）
- 北海道函館地域企業立地ガイド （页面存档备份，存于）

観光
- 函館市公式観光情報サイト はこぶら （页面存档备份，存于） - Instagram （页面存档备份，存于）
- Travel Hakodate〈函館市観光情報〉的Facebook專頁
- 函館市公式観光情報サイト的X（前Twitter）
- 函館・南北海道観光ガイド ／ 函館国際観光コンベンション協会 （页面存档备份，存于）
- YouTube上的hakodatecm頻道

歴史
- 函館市／函館市地域史料アーカイブ （页面存档备份，存于）